# Münchner Kindl Bräu

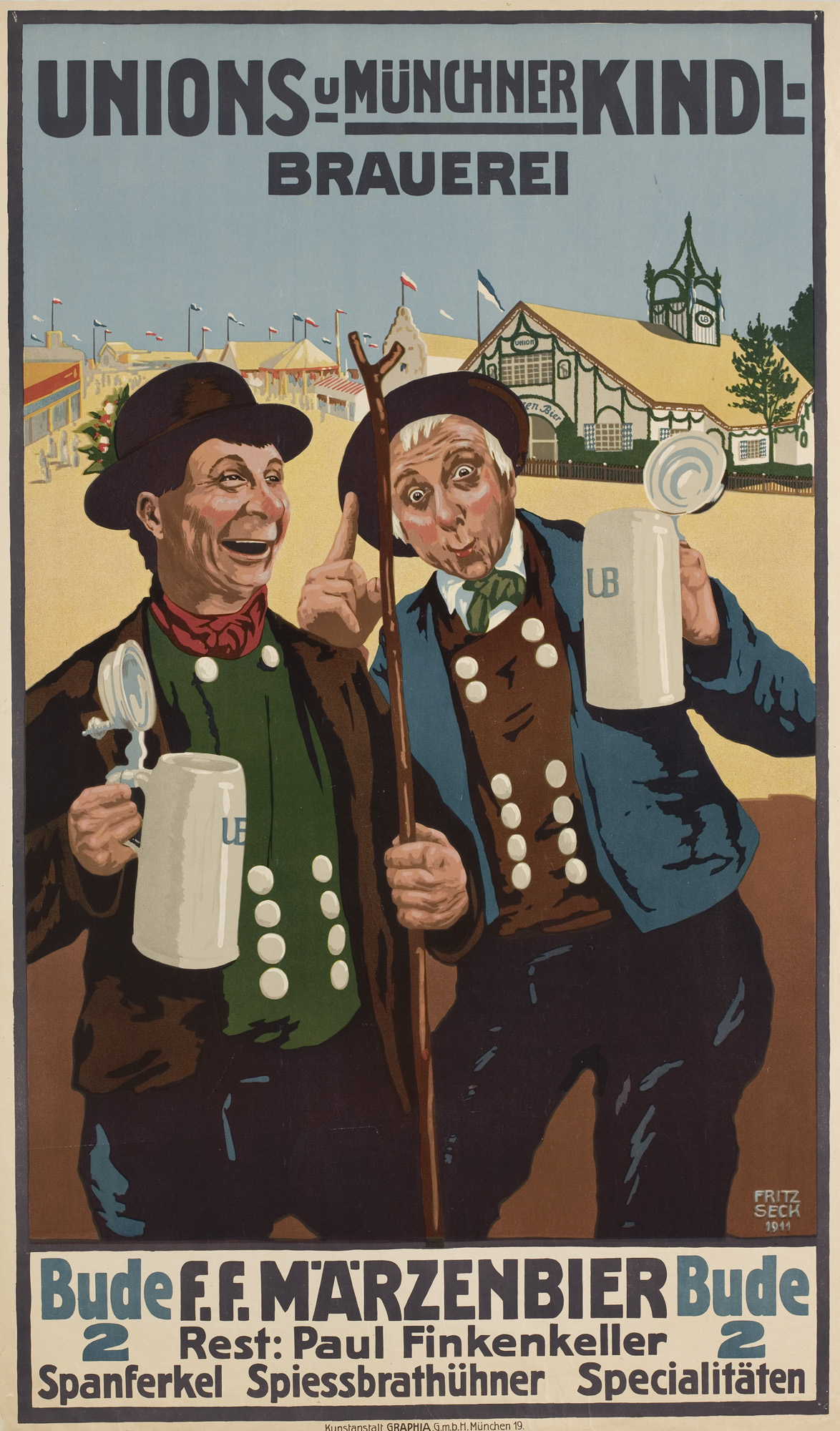
Plakat der Unions- und Münchner Kindl-Brauerei mit Werbung für das Oktoberfest auf der Wiesn (1911)

Münchner Kindl ist der Name zweier Münchener Brauereien. Die erste Brauerei (1880) stand mit dem Münchner Kindl-Keller an der Rosenheimer Straße in Haidhausen, die 2020 neu gegründete Brauerei steht im Fasangarten an der Tegernseer Landstraße, auf dem Platz der ehemaligen AAFES-Tankstelle.

## Erste Brauereigründung 1880
Die (alte) „Brauerei zum Münchner Kindl“ wurde 1880 gegründet und befand sich im Münchner Kindl-Keller an der Rosenheimer Straße im Stadtteil Haidhausen  gegenüber dem Bürgerbräukeller. Die Brauerei wurde 1905 vom Unionsbräu übernommen. Die Unionsbrauerei ging wiederum 1921 in der Löwenbräu auf. Der im Zweiten Weltkrieg beschädigte Keller beherbergte Münchens größten Saal und wurde Ende der 1960er Jahre abgerissen. Auf dem Grundstück entstand das Einkaufszentrum „Motorama“.

## Zweite Brauereigründung 2020
Die Namensrechte liegen seit 2015 bei dem Unternehmer Dietrich Sailer. Dieser erwarb ein Grundstück an der Tegernseer Landstraße 337 im Stadtteil Fasangarten auf dem Areal der  Siedlung am Perlacher Forst, einer ehemals amerikanischen Wohnanlage. Auf dem Grundstück befand sich eine AAFES-Tankstelle der amerikanischen Streitkräfte. Dort entsteht der Neubau der Münchner Kindl Brauerei. Das Backsteingebäude soll in der Form einer dreischiffigen Basilika mit Obergaden entstehen. Der Gebäudeplan beinhaltet ein Wirtshaus mit 199 Sitzplätzen. Im August 2022 wurde der Grundstein gelegt. 2025 − ein Jahr später als ursprünglich geplant – soll dort die Bierproduktion beginnen.
Nach 115 Jahren stellt Haderner Bräu, Münchens erste Bio-Brauerei, ab 2020 einen Doppelbock im Auftrag der Münchner Kindl Brauerei her.